# Доусон, Крейг
Крейг До́усон (англ. Craig Dawson; 6 мая 1990, Рочдейл, Англия) — английский футболист, центральный защитник.

## Клубная карьера
Доусон начал свою футбольную карьеру в клубе «Рэдклифф Боро» в сезоне 2007/08, в котором быстро влился в основной состав. Он выступал за клуб на протяжении двух сезонов, став любимцем болельщиков. В феврале 2009 года перешёл в «Рочдейл», подписав двухлетний контракт с клубом.
За основной состав «Рочдейла» Доусон дебютировал 8 августа 2009 года в матче против «Порт Вейла». Затем он сыграл против «Шеффилд Уэнсдей» на «Хиллсборо» в Кубке Футбольной лиги. Несмотря на то, что «Рочдейл» пропустил три гола в этой встрече, болельщики признали Доусона лучшим игроком матча.
В сезоне 2009/10 Доусон забил 10 голов во всех турнирах и был включён в символическую «команду года» Второй Футбольной лиги.
31 августа 2010 года Крейг Доусон перешёл в клуб Премьер-лиги «Вест Бромвич Альбион», подписав трёхлетний контракт с «дроздами». Сразу после подписания контракта с «Вест Бромвичем» Доусон вернулся в «Рочдейл» на правах аренды до окончания сезона 2010/11.
17 сентября 2011 года Доусон дебютировал в Премьер-лиге, выйдя в стартовом составе клуба в матче против «Суонси Сити».

## Карьера в сборной
Доусон дебютировал в составе молодёжной сборной Англии 1 сентября 2011 года в матче против Азербайджана. Всего за «молодёжку» провёл 15 матчей и забил 6 мячей.